# 에버슨 (워싱턴주)
에버슨은 미국 워싱턴주 왓컴 군의 도시이다. 인구는 2013년 기준으로 2553명이다. 오른편에 눅색이 위치하고 있다. 눅색 강이 주변에 위치하고 있으며 캐스케이드산맥이 동쪽에 이어진다.
1929년에 설립되었다.

## 인구
| 인구조사              | 인구  | Note  | %±    |
| --------------------- | ----- | ----- | ----- |
| 1930년                | 295   |       | —     |
| 1940년                | 292   |       | −1.0% |
| 1950년                | 345   |       | 18.2% |
| 1960년                | 431   |       | 24.9% |
| 1970년                | 633   |       | 46.9% |
| 1980년                | 898   |       | 41.9% |
| 1990년                | 1,490 |       | 65.9% |
| 2000년                | 2,035 |       | 36.6% |
| 2010년                | 2,481 |       | 21.9% |
| 2019 (추산)           | 2,841 | [ 1 ] | 14.5% |
| U.S. Decennial Census |       |       |       |